# 왕태언
왕태언(1960년 4월 1일 ~ )은 대한민국의 배우이다.

## 출연작품

### 영화
- 1990년 《파업전야》
- 1990년 《장군의 아들》
- 1991년 《장군의 아들 2》
- 1991년 《맨발에서 벤츠까지》... 실장 역
- 2006년 《한반도》... 특별위원 역
- 2006년 《잔혹한 출근》... 중년 남 역
- 2009년 《인사동 스캔들》... 방송국 국장 역
- 2009년 《김씨 표류기》... 면접관 2 역
- 2010년 《폭풍전야》... 의사 역
- 2011년 《특수본》... 건설주 역
- 2013년 《가시》... 교장 역

### TV 드라마
- 2005년 MBC 특별기획드라마 《제5공화국》
- 2005년 MBC 특별기획드라마 《신돈》 - 패라첩목아 역
- 2005년 KBS2 《부활》
- 2006년 SBS 《연개소문》 - 왕중백 역
- 2006년 KBS1 대하드라마 《대조영》 - 해족 가한 역
- 2006년 MBC 일일시트콤 《거침없이 하이킥!》 - 시험감독 역
- 2007년 MBC 특별기획드라마 《이산》
- 2009년 KBS 대하드라마 《천추태후》 - 야율사진 역
- 2009년 MBC 일일시트콤 《지붕뚫고 하이킥!》 - 보석의 친구 역
- 2009년 MBC 수목 미니시리즈 《히어로》
- 2011년~2012년 MBC 주말특별기획 《애정만만세》 - 의사 역
- 2017년 KBS TV소설 《그 여자의 바다》